# Підземна січ у Холодному Яру
Підземна Січ в Холодному Яру — комплекс підземних споруд чи криївок, що забеспечували діяльність повстанців з Холодного Яру в 1919—1921 рр. Основний масив інформації про ці підземні споруди міститься в романі «Холодний Яр» Юрія Горліс-Горського.

## Вступ
В історії України слово «криївка» зазвичай асоціюється відразу з УПА. Воно то й так, але вперше українці почали будувати підземні схови ще у Холодному Яру. За свідченнями, холодноярські криївки були настільки великого розміру, що там можна було ховати арсенали зброї, коней та гармати. Важко сказати, чи володіли холодноярці великою кількістю гармат, проте технологію будівництва криївок бійці ОУН та вояки УПА запозичили саме в них.

## Будівництво
В романі «Холодний Яр» Юрій Горліс-Горський так описує процес будівництва криївок:
|  | Мороз ночами кріпшав. Перепадав сніжок, хоч не залежувався ще. У трьох різних частинах ліса кипіла робота над будовою зимових “хат”. Ще до того, як сотні довідалися, де мають копати землянки, Петренко розпустив усіх, хто мав змогу зимувати у власній хаті. В першу чергу тих хлопців із дальших сіл, що про них не знали, де вони і що могли вернутися до хати без шкоди для себе й родини. Залишилися “бурлаки” та місцеві “заприсяжені” лісовики, що для них ліс став уже хатою. Залишалося чотириста п'ятьдесять піших і сорок кращих кіннотчиків на кращих конях. Ті, що залишалися, знали лісовий звичай: переступивши поріг зимової землянки — не можеш до весни з власної волі залишити її і піти додому. На печі знайдуть тебе товариші з ліса ї всадять в чоло кулю, лише за те, що знаєш місце, де зимують лісовики, і волею чи неволею можеш зрадити його ворогові. Так само знало лісовий “звичай” і населення довколішних сіл, від старого до малого: знати місце, де знаходяться землянки, приходити туди — може лише той, кому отаман доручить. Зимуєш у хаті, хоч би ти був і активний повстанець — не лізь зимою в гущавину ліса, щоб нехотячи не побачити диму з зимової оселі лісовиків. Побачиш, зауважить це варта, а не зауважити не може, — за кілька хвилин останній раз глянеш на ліс і небо. Уб'ють тебе, жаліючи, товариші-лісовики, бо так велить неписаний закон боротьби, суворий голос батька-ліса, що бере під свою опіку життя тих, що для них не існує вже хата і родинний стіл. Не скажеш, що не знав “звичаю”, бо у холодноярських селах знає його кожній, як знає, що в неділю треба йти до церкви, а не у ліс по дрова. Рубати дерево для господарчих потреб можна було лише на визначених для того ділянках ліса, недалеко, але і не близько села. Край ліса від села, перші дерева мали почесний обов'язок першими ховати від ока ворога селян, як виникне потреба утекти із села. За дерево, зрубане де будь, аби ближче хати, ще покійний отаман Чучупака визначив кару: двадцять п'ять шомполів на голе тіло. І не було випадку, щоб хтось заборону порушив. Було викопано три запасові землянки. Одна під Грушківкою, друга під Лубенцями, третя в Холодному Яру під Мельничанськими хуторами. Туди мали приносити із сіл харчеві запаси, до них мали вести зв'язків, що прийшлиб звідкись. Повідомити табор — то був обовязок визначених людей, що під страхом смерти не мали права сказати нікому, де таборують лісовики, як рівнож і залишитися у селі, не прийти до табору, колиб у село прийла ворожа частина. При потребі маєм у селах і хуторах резерву людей, що із зброєю прилучаться до куреня. Маючи нас у лісі, села матимуть на кого звалювати із себе “гріхи” перед ворогом. Звичайно, що не перед місцевими чекістами і карателями; ті будуть “господарити” хіба тоді, як не буде живого лісовика у лісі, як не буде вже боєвиків-холодноярців, з прихованою зброєю, у селах і хуторах. Третя сотня копала собі землянки в гущавині у прилягаючій до Грушківки частині ліса. Друга в гущавині на схилі одного із дальших заворотів Холодного яру. Перша і кінна, що при них був і штаб куреня — в нетрях просторого і густого зрубу, кілометрах у двох від валів Мотриного манастиря у глиб ліса. До найближчої хати звідтіля було кілометрів із шість. До доріг теж було далеко. Побудовою нашої оселі кермував сам Петренко, що дві зими перезимував у лісах. На визначеній ним чотирикутній площі хлопці прорубували кругом корчів пласт замерзлої землі, підкопували його разом з корчем і відносили набік. Коли площа була очищена від корчів, копалася глибока яма і прохід у неї із східцями. На дні ями залишалася попід стіну земляна лежанка для спання. Долівка, лежанка і стіни обкладалися щільно молодими березами. Із принесених з манастиря цеглин вимуровувалося піч із залізною плитою. Плити довелося “позичити” з манастирських кухонь, бо й так черниць було вже небагато — усіх не потребували. Із манастирських же будівель принесли двері, що їх наші вже столярі переробляли на менші, та шкла на “вікна”. Як землянка вдолині була вже готова, по викопаному заглибленні накладали стелю з грубих беріз. Потім засипали землею, а зверхи складали на своє місце вирізані корчі. Скріплюються розморожені теплою водою “шви”, насипається на своє місце пожовкле листя і... лише діра проходу каже, що під землею є “хата”. Тай коло входу стояли по боках корчі, пристроєні з землею на дошках, шоб відходячи можна було наглухо “замкнути хату”. Пропущений у корч комін робився з таким приладдям наверху, щоб і видно його збоку не було, і дим щоб стелився по корчах, не підносячись. Одна шиба замість вікна, вставлялася у двері й брала світло з діри виходу. Землянок у нашому таборі було викопано чотири для людей, на півсотки мешканців кожня, і одна довга, з трьома виходами, що могла змістити півсотні коней. Усі землянки були сполучені між собою підземним ходом. Виходи із землянок зроблені так, щоб виставивши на них кулемети, можна було стріляти у корчі “на всі чотири сторони світа”. Штаб куреня, тобто отаман Петренко і осаул — в моїй особі — замешкав у землянці кінної сотні, що сусідувала і була сполучена ходом із підземною стайнею. Двісті пар міцних рук, працюючи “як для себе” від ранку до ночі, а часом і вночі, побудували підземну “січ” за вісім днів. Підчас будови далеко по лісі розставлені сторожі стежили, щоб не наблизився хтось небажаний. Дев'ятого дня, власне вечора, прибули із катакомб під манастирем, із села та хуторів “панські речі”, посуда, запас харчів та вівса і сіна для коней. Заклекотав куліш у відрах, зашкварчало сало на сковородах. |

## Побут повстанців
Також Юрій Горліс-Горський залишив опис побуту повстанці в криївках:
|  | Було по-домашньому затишно. При світлі каганців із лою наша землянка не виглядала на таку вже й бідну “хату”. Лежанка, поверх соломяної мати, була застелена перськими килимами, що з великопанських домів, через Чека, досталися до холодноярського ліса. Найкращі “гобелени” висіли на стіні понад лежанкою та на стелі, щоб земля крізь берези не сипалася. Чорнота запевняв, що коштували вони грубі тисячі, а дійсно роскішний “східняк”, з гербом князя Воронцова-Дашкова на ріжку, що висів у “штабовому куті” — навіть десятки тисяч золотих рублів. Та висока вартість не урятувала килими від грубих деревляних кілків, що крізь них забивалися між дерева стіни. Зброю, набійниці, гранати треба було на чомусь розвісити. Зрештою, нас ті “панські цяцьки” коштували тільки одного забитого, а що вони будуть коштувати, перезимувавши між вогкою землею, димом та паром — не треба фахівця, щоб відгадав. Під стіною, поруч печі, стояв доброї марки патефон. На полиці стояв годинник у мистецькій вежі з рожевого мармуру, що мелодійно видзеленькував чверти, пів і цілі години. Коло нього дід Гармаш розложив срібну та порцелянову посуду і, перетираючи її рукавом, “відгрожувався” козакам: — Ось, тільки який сучий син хай мені рушить! — Три зуби виб'ю! Маєш оно деревляні ложки, маєш бляшанки та поливані горнятка на чай, — на твоє мужицьке рило вистарчить. Серебра мені не займай! Це для пана отамана, пана осаула, пана сотника, ну і... для пана бомбардірнаводчика в нечинній службі. Я хоч охвіцерського чина і не маю, так зате мені дев'ятьдесять шість років — вас щенюків треба півдесятка скласти! А во вторих — як би не я, так ні один сучий син не взяв би був ні “столових пріборов”, ні панської музики. Дід у землянці одержав високий титул: “генерального куховара і управителя панською музикою”. Що до патефона, то сам отаман мусів питати у діда дозволу, щоб заграти, бо коробочку з голками дід носив у кишені, дбайливо ховаючи зужиті, щоб потім підгострити на бруску. ...Життя у землянках бігло нормально, їсти було що. Селяни не забували, та й дичини було досить. Кіннотчики носили відрами воду для коней із криничок, що ховалися між корчами в яру; часом проводили або проїжджали коней, щоб не застоялися. Із нашого табору ходили гуртками в гості у землянки другої та третьої сотні; ходили вечорами у села і хутори. ...Свят-вечір зустрічаєм під землею. Але по господарськи. В куті землямки стояв “дідух”. Дід Гармаш зварив відро куті і поставив його “на покуті” в сіно. Як стемніло — помолилися, заколядували. Дід обділив усіх кутею, приговорюючи штудерні чигиринські свят-вечірні побажання. Потім — нема що — взялися за вечерю: картоплю смажену з кусниками сала. Наші харчеві запаси посту не передбачали. Зрештою, дід архірейським тоном “розгрішив”, хоч сам не їв ні кулішу на обід, ні вечері. |

## Сучасний стан та дослідження
Даних про холодноярські криївки лишилося зовсім мало. До наших днів вони не збереглися, адже були знищені більшовиками.
В нас час цією темою займається обмежене коло осіб, зокрема Історичний клуб «Холодний Яр» та знавець військової історії з Черкас Михайло Шитко, який на своїй сторінці у соціальній мережі Facebook публікує результати своїх досліджень. Наприклад, в червні 2020 р. Михайло Шитко разом з однодумцями-дослідниками у глибокому яру на Чигиринщині виявив ще одну загадкову старовинну печеру, причому зі слідами від вогню на стінах.
Враховуючи вузький лаз, зручний для маскування, і місце розташування (наразі воно не деталізується) підземна споруда цілком могла бути криївкою повстанців Холодного Яру часів отаманів Чучупаки і Чорного Ворона.